# Strada A8 (Irlanda del Nord)
La strada A8 (in inglese A8 road e in irlandese bóithre A8) è una delle principali strade di categoria A nordirlandesi che collega Belfast con Larne.